# Not Available
Not Available es un álbum del grupo estadounidense avant-garde The Residents. Cronológicamente fue el segundo en grabarse, y el cuarto en editarse.
Siguiendo su "teoría de la oscuridad", el disco salió cuando el grupo ya se había olvidado de haberlo grabado. En 2011 se lanzó la versión extendida, con siete minutos extra de música.
Curiosamente las primeras versiones en CD incluían bonus tracks que no tenían nada que ver con Not Available. Estas seis canciones aparecieron originalmente en Title In Limbo (1983), y fueron eliminadas en reediciones posteriores.

## Lista de canciones
1. «Part One: Edweena» - 9:31
2. «Part Two: The Making of a Soul» - 10:00
3. «Part Three: Ship's a'Going Down» - 6:38
4. «Part Four: Never Known Questions» - 7:02
5. «Epilogue» - 2:30

Bonus tracks de 1987:
1. «Intro: Version»
2. «The Shoe Salesman»
3. «Crashing»
4. «Monkey and Bunny»
5. «Mahogany Wood»
6. «The Sailor Song»